# حمام‌لی (آرتوین)
حمام‌لی (به ترکی استانبولی: Hamamlı) یک منطقهٔ مسکونی در ترکیه است که در آرتوین واقع شده‌است. حمام‌لی ۱۶۵ نفر جمعیت دارد.